# 고대산 (함경남도)
고대산(高大山)은 함경남도 장진군과 신흥군의 경계에 있는 높이 1,766m의 산이다.

## 같이 보기
- 한국의 산